# Paracheilinus attenuatus
Paracheilinus attenuatus là một loài cá biển thuộc chi Paracheilinus trong họ Cá bàng chài. Loài này được mô tả lần đầu tiên vào năm 1999.

## Từ nguyên
Tính từ định danh attenuatus trong tiếng Latinh mang nghĩa là “thuôn nhọn”, hàm ý đề cập đến vây đuôi hình mũi giáo ở cá đực trưởng thành của loài này.

## Phân bố và môi trường sống
P. attenuatus hiện chỉ được ghi nhận tại quần đảo Amirante (Seychelles), và một cá thể được xuất khẩu từ Kenya trong hoạt động buôn bán cá cảnh cũng cho thấy P. attenuatus cũng có mặt tại đây, được tìm thấy ở độ sâu khoảng từ 21–50 m.

## Mô tả
Chiều dài chuẩn lớn nhất được ghi nhận ở P. attenuatus là 6,6 cm. Vây đuôi hình mũi giáo là đặc điểm nổi bật nhất giúp phân biệt chúng với toàn bộ những loài Paracheilinus còn lại. Vây đuôi của cá con cụt, nhưng khi bước sang giai đoạn cá cái, vây hình thành hình mũi bo tròn ở giữa, và nhọn khi là cá đực.
Cá con (khoảng 3 cm dài chuẩn) màu cam phớt đỏ với 4–5 sọc xanh lam ở hai bên thân, có đốm đen viền xanh óng giữa gốc vây lưng và ở cuống đuôi trên (đốm cuống đuôi bằng nửa đốm vây lưng). Mống mắt màu đỏ tươi. Chúng cũng là loài Paracheilinus duy nhất có đốm mắt ở cá con.
Cá cái như màu cá con, nhưng vàng hoặc trắng hơn ở thân dưới với 3 sọc màu xanh tím nhạt. Cá đực có màu cam tươi với nhiều sọc xanh tím hơn, đặc biệt có sọc hình móc câu ở gốc vây ngực, được xếp vào kiểu C (sensu Tea & Walsh (2023)). Vây lưng màu vàng với một vùng hình nêm lớn màu đỏ viền xanh lam ở phía cuối, thấy rõ khi vây lưng căng ra, với một tia vây vươn dài màu cam đến đỏ. Vây hậu môn có màu vàng ở gốc, ra biên có màu đỏ đến cam, với các hàng đốm màu xanh tím dọc theo gốc, viền ở rìa cũng màu xanh tím.
Số gai vây lưng: 9; Số tia vây lưng: 11; Số gai vây hậu môn: 3; Số tia vây hậu môn: 9; Số gai vây bụng: 1; Số tia vây bụng: 5.